# قبس دوغلاسي
قبس دوغلاسي (الاسم العلمي:Phlox douglasii) هو نوع من النباتات يتبع جنس القبس من الفصيلة البولامونيونية.